# O'NO 99
O′NO 99（オーノー ナインティナイン）はカードゲームの1つ。米 International Games, Inc. により1987年に発案・発売され、日本ではトミー(TOMY)により輸入・発売されていた。
本項では、2022年5月下旬よりマテルから発売されたONO 99(アポストロフィが無くなっている)についても記述する。

## 概要
各プレイヤーは自分の番が来るごとに、数字の書かれた札（カード）を場に捨てていく。場に捨てられた（出された）札の数字の合計を99以上にしたプレイヤーが負けとなるゲーム。
- 対象年齢：7歳-一般（大人）
- プレイヤー人数：2-8人
- ゲームのセット内容：カード54枚、チップ24枚

## カードの種類
54枚カードセットの内容：
数字カード
- 「2」「3」「4」「5」「6」「7」「8」「9」カード：各3枚
- 「10」カード：10枚

役カード
詳細は後述する。
Hold カード
4枚。場の合計数をそのままにしたまま、次の順番のプレイヤーに順番が移る。すなわち「0」のカード。
Reverse カード
6枚。場の合計数をそのままにしたまま、前の順番のプレイヤーに順番が移る。2人プレイの場合は Hold カードと同じ。
Double play カード
2枚。これが場に出されたとき、次のプレイヤーは強制的に2回連続プレイしなければならない。
「-10」 カード
4枚。使用法は数字カードと同じで、ただ場の数の合計が10引かれるだけ。
O′NO 99 カード
4枚。場に出すことができない、邪魔なカード。

## 遊び方

### ゲームの基本的流れ
まず、一式のカードをよくきった後で各プレイヤーに4枚ずつ配り、プレイヤーのプレイ順を決めてから開始する。プレイヤーは自分の順番がきたときに、手持ちの4枚のうち1枚を選んで場に捨て（出し）、そのあとで、伏せておいた山札から一番上の札を1枚取って自分の手札にする。なお、各プレイヤーは自分が場にカードを捨てるごとに、ゲーム開始時から場に捨てられていったカードに書かれた数の合計を宣言する。
プレイ開始時は、場にはカードがないので場の数の合計は「0」である。ここで、最初のプレイヤーが「6」カードを捨てれば合計は「6」、さらに次のプレイヤーが「10」カードを捨てれば合計は「16」…という具合に増えていく。概要の節にて先述したように、この「場の合計」を99以上にしてしまったプレイヤーが負けとなる。
「-10」カードは、出されたときに場の合計数から文字通り10引くカードである。このカードはゲーム開始時にまっさきに捨ててもよく、そのときの場の合計数は「-10」である。

### 役カードについて
- O′NO 99 カードは、それを手札にしても場に出すことができないカードである。これを1枚手札にしてしまった場合、自分のプレイ番に残りの手札3枚から切り札（捨て札）を選択せざるをえなくなる。手札に2枚、3枚持っている場合はなおさら厳しいプレイとなる。
- Hold カードや Reverse カードは、場の合計数を変化させずに済ますことのできるカードである。ただし、Hold では順番はそのまま次の人に移るが、Reverse では順番は逆順となり、このカードが出されたときに、次の順番はカード出したプレイヤーの前にプレイした人、その次の順番はさらにその前にプレイした人…というふうになる。プレイヤー人数が2人のときは、Reverse カードは Hold カードと同じ役割となる。
- Double play カードは、場の合計数を変化させずに捨てることができるのみならず、次の順番の人に2回連続プレイをする義務を負わせるカードである。ただし、その義務は Hold または Reverse カードを1枚出せば、義務を回避して次の順番のプレイヤーに負わせることができる（この義務は、Double play カードで他のプレイヤーに転嫁させることはできない）。実戦では、一回 Double play カードが場に出されたら、2回連続プレイの義務の転嫁をめぐっての激しい戦いとなり、Hold あるいは Reverse カードが何度も連続で場に出され、誰かがこの義務を負って2回プレイするまで続く。

### 勝敗の決まり方
以上のゲームの流れから、1局におけるゲームの勝敗は次の2パターンのどちらかで決まる。
1. 捨て場の札の合計数を99以上にしてしまったプレイヤーが負けとなる。
2. 場の合計数が99に達しなくても、誰かが手札に O′NO 99 カードを4枚すべて持ってしまったときに、場に出せる手札がなくなるため自動的に負けとなる。ただ、このパターンで敗者が決定することはまずなく、200局中1局あるかないかの確率である。

### チップの使用法
ゲーム開始から、誰かが場の合計を99以上にして勝敗が決まるまでを1局とすると、1局は2～5分程度で終わる。この1局で決まるのは敗者1人のみであるため、このゲームによって順位を決定するには、数局ほどゲームを行う必要がある。チップはその目的ために利用される。ゲーム開始時に各プレイヤーはチップを3枚持ち、1局のゲームにおける敗者がチップを一枚返却するルールになっている。何局かゲームを行い、手持ちのチップがなくなってからさらに1局負けたプレイヤーから順に、ゲームから退場することになり、最後に残ったプレイヤーがゲームの勝者となる。
また、チップ制でなく点数制により、数局のゲームで順位をつけるルールもある。もとよりチップを使わなくても楽しめるゲームである。

### 変則ルール
- 基本的には O′NO 99 カードは決して場に捨てられないカードであるが、変則としてゲーム開始時の、場の合計数が「0」のときに捨てることができるというルールがある。また、さらにその変則として、場の合計数が10の倍数（「0」「10」「50」など）のときに捨てることができるというルールもある。
- プレイヤーによっては、ローカルルールとして、ゲーム終了とする場の合計数を99以上ではなく100以上と設定していることもある。

## 戦術
ゲーム終盤は場の合計数が「95」「98」など、数字カードが出しづらい（あるいは出したら負けの）状況になり、Hold カードや Reverse カードなど場の数を増やさなくて済む役カードに需要が集中する。そのため、場の合計数が小さいゲーム序盤にできるだけ数カード（特に「10」カード）を捨て、そのあいだに山札から役カードを引いてストックしておきたい。
「-10」カードはたしかに自分の番でのピンチに役立ち、終盤の争いを緩和することができるが、次の順番のプレイヤーにゆとりを与えてしまう。できれば Double play カードが出されたときに「10」カードと併用して使いたい。
なお、「2」や「3」のような数の小さいカードは、終盤において場の数が「94」「96」のような少しだけ余裕のあるときに捨てることで、次の番のプレイヤーにプレッシャーを与えることができる。

## ゲームの呼び名
このゲームの正式名称は「オーノー99（オーノーナインティナイン）」であるが、色々な呼び名があり一般的には「オノ」「ONO」「ONO99」と表現されることが多い。

## ONO 99
2022年5月19日、マテルから「UNOシリーズ」よりONO 99を同年5月下旬から発売すると発表された。
数字の合計が99以上になると負けとなる基本ルールにほぼ変更は無いが、カードの枚数が112枚になり、カード構成が大きく変化し、スペシャルカード(役カード)の効果も僅かに変更が加えられている。また、1局勝負に変更され、場の札の合計数を99以上にしてしまったプレイヤーはその場でゲームから退場することになり、残ったプレイヤーで継続することになる。最後に残ったプレイヤーがゲームの勝者となる。
カードのデザインは現行(2022年)のUNOに近いものに変更され、チップの同梱は無くなった。
ルールの大きな変更点として、「オーノー カード」(O'NO 99カードに相当)が4枚手札に集まったプレイヤーは、次のターンで4枚全てを捨て、山札から4枚引く(合計値は変動しない)というものが追加された。
プレイ人数は2人から6人、対象年齢は7歳以上。

### カード構成(ONO 99)

#### 数字カード
- 「1」～「9」　各6枚[2]
- 「10」　10枚[2]
- 「0」　8枚[2]

O'NO 99には無かった「1」が追加され、役カードであったHoldは「0」の数字カードとなった。

#### スペシャルカード
- オーノー カード(O'NO 99 カードに相当)　10枚[2] 場に出すことができない、邪魔なカード[2]。ただし、手札4枚がこのカードだけになった場合は負けとならず、次の手番で山札のカード4枚と交換できる[2]。
- リバース カード(Reverse カードに相当)　10枚[2] Reverse カードと同様。デザインは(2022年)現行のUNOのデザインと同じ矢印2つに改められた。
- マイナス10 カード(「-10」 カードに相当)　10枚[2] 「-10」 カードと同様。ただし数字の合計はマイナスにすることができず、マイナスになる場合は合計が0となる。
- プレイ2 カード(Double play カードに相当)　10枚[2] Double play カードと同様だが、2枚プレイの義務はプレイ2 カードを出すことでも回避できる(次の人に義務を押し付けるが、効果が重なって4枚プレイとはならず、あくまでも2枚プレイである)ようになった[2]。その代わり、Hold カードに相当する「0」では2枚プレイの義務を回避できなくなった。